# Odontomachus bradleyi
Odontomachus bradleyi es una especie de hormiga del género Odontomachus, familia Formicidae. Fue descrita científicamente por Brown en 1976.
Se distribuye por Ecuador, Perú y Venezuela. Se ha encontrado a elevaciones de hasta 1150 metros. Habita en bosques de bambúes.